# 绿眼虫
绿眼虫（学名：Euglena viridis），又名眼虫藻，是眼虫门的一种原生生物，是一种生活在淡水中的单细胞生物，兼有动物和植物的特性。喜爱生活在有机质丰富的池沟、湖泊、池塘和溪流中。

## 结构
绿眼虫全身呈绿色，梭形，体长约60微米，中间宽，两段窄。后段较尖，前端圆。整个身体为一个大细胞，外边包过一个通透性良好的外膜，可以使水、氧气等小分子物质通过。细胞内含叶绿体、眼点、光感受器、伸缩泡等物质。身体后段中间位置有一个球形细胞核。

## 特征
和其他大部分绿色植物一样，绿眼虫可以进行光合作用，即以光能为原料利用叶绿体，把二氧化碳和水合成醣类来获得营养。根据这些特征，绿眼虫可以归入植物中的鞭毛藻类。
但与其它大部分植物不同的是，绿眼虫可以用自己鞭毛的来回摆动或旋转激动水流使自己运动起来，它的光感受器可以使它即使向光度较强的地方运动。如果没有光，它可以通过体表吸收溶解于水中的有机物来获得所需营养。因此，它又可以列入动物中的原生动物门，鞭毛虫类。